# Rodolfo O'Reilly
Rodolfo O'Reilly, o «Michingo», como se lo conoce (Buenos Aires, 1939-ibidem, 20 de junio de 2018), fue un jugador y entrenador de rugby argentino del Club Atlético San Isidro (CASI) y entrenador de Los Pumas en dos períodos (1981-1983 y 1988-1990).

## Biografía
Afín políticamente a la Unión Cívica Radical, se desempeñó como subsecretario de Deportes del gobierno de Raúl Alfonsín, entre 1983 y 1987. En los últimos tiempos O'Reilly hizo esfuerzos para cambiar en Argentina la realidad de este deporte para “pocos”, creando el Club Virreyes junto con otros exjugadores para acercar a los jóvenes de menos recursos a la práctica del rugby.